# Palazzo Nonfinito
A Palazzo Nonfinito firenzei palota a via del Proconsolo utcában. A neve magyarul annyit tesz, mint „befejezetlen palota”. Bernardo Buontalenti tervei alapján kezdték el az építését 1593-ban, a megrendelő Alessandro Strozzi volt. Később, az építés évtizedei alatt – amit Vincenzo Scamozzi tervei alapján Giovanni Battista Caccini vezetett – a stílusa egyre barokkosabb lett, de a palota sosem készült el teljesen; innen ered a neve is.
Itt alakították ki Olaszország első néprajzi múzeumát 1869-ben, ahol az olasz gyarmatokon gyűjtött tárgyak mellett James Cook útjainak emlékei is láthatóak. Jelenleg is az Antropológiai és Néprajzi Múzeum székhelye.